# Hans Walther
Hans Walther (Patschkau, 25 dicembre 1883 – Koblenz-Ehrenbreitstein, 4 gennaio 1950) è stato un ammiraglio tedesco.
Ufficiale della Marina tedesca durante la prima guerra mondiale, fu un asso dei sommergibilisti avendo affondato al termine della guerra 39 navi mercantili per un totale di 84.791 tls, una nave da battaglia francese, un incrociatore leggero e un sommergibile britannico per un totale di 18.471 tls, danneggiato ulteriori tre navi mercantili e una nave da guerra per un totale di 13.154 tonnellate, e catturato due navi per un totale di 4.956 tonnellate. Decorato della Croce di Ferro di prima classe, dell'Ordine Pour le Mérite e della Croce di Cavaliere dell'Ordine Reale di Hohenzollern con spade.

## Biografia

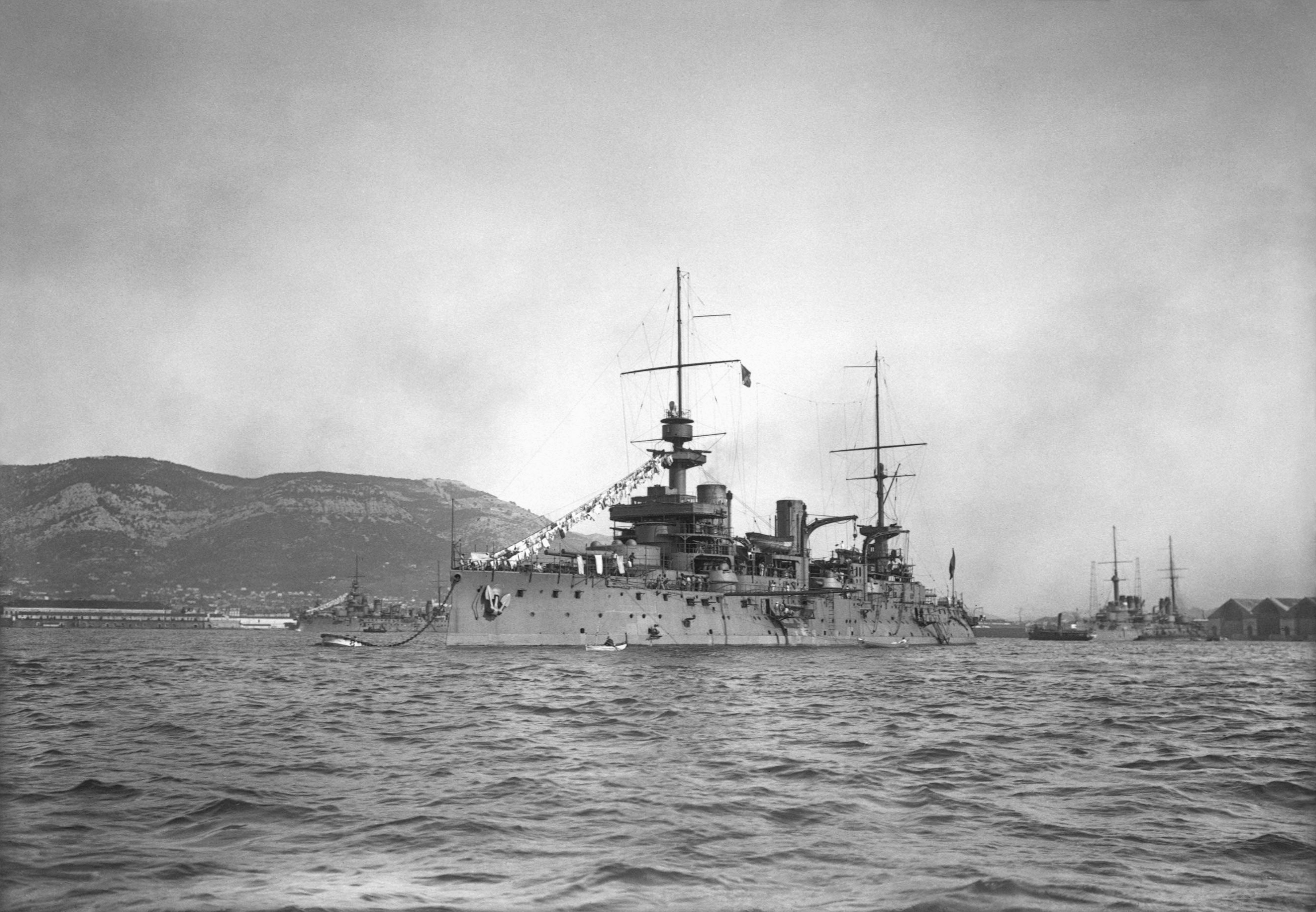
La nave da battaglia Suffren all'ancora nella rada di Tolone.

Nacque a Patschkau, provincia della Slesia, il 25 dicembre 1883. Si arruolò come Seekadett nella Kaiserliche Marine il 1 aprile 1902, e dopo aver completato l'addestramento a bordo della nave scuola Stosch si diplomò presso l'Accademia navale di Mürwik (Kiel). Prestò poi servizio sulla nave da battaglia Elsass, fu promosso Leutnant zur See alla fine di settembre del 1905 e si imbarcò a bordo della corazzata Preussen nell'ottobre successivo. Venne promosso Oberleutnant zur See il 30 marzo 1908, e dall'ottobre dello stesso anno al settembre 1910 fu ufficiale di compagnia presso la I. Torpedodivision in Kiel dove prestò servizio come ufficiale di guardia sulle torpediniere S 144 e poi S 145 (31 ottobre-27 novembre 1909; 23 agosto-10 settembre 1910).  Fu quindi utilizzato, con la stessa funzione, nella I. Werftdivision fino a quando il 28 aprile 1911 gli fu assegnato un comando come ufficiale addetto ai siluri sull'incrociatore leggero Geier con cui prestò servizio presso la Stazione navale dell'Africa orientale e poi nel Mediterraneo. Via Porto Said rientrò in Germania alla fine del maggio 1912, assegnato dapprima alla 1. Matrosendivision, e dal 1 ottobre dello stesso anno all'Ispettorato delle torpediniere, dove completò l'addestramento per prestare servizio sui sommergibili, venendo quindi promosso Kapitänleutnant il 22 marzo 1914.
Durante la mobilitazione generale in occasione dello scoppio della prima guerra mondiale, venne imbarcato a bordo dell'incrociatore leggero Ausburg come ufficiale silurista e prese parte al bombardamento del porto russo di Libau e a varie missioni di posa delle mine nel Mar Baltico.
Dal febbraio 1915 frequentò la Scuola sommergibilisti e dall'8 marzo al 26 dicembre fu comandante del sommergibile U-17 con cui affondò 12 navi nel Mare del Nord. Il 1º gennaio 1916 fu nominato comandante del Baubelehrung (comitato esaminatore) che doveva esaminare e sovraintendere alla costruzione del sommergibile U-52 presso il cantiere navale Germaniawerft. Il 16 marzo assunse il comando dello U-52, assegnato alla II. U-Boot-Flottille, e il 19 agosto affondò l'incrociatore leggero britannico Nottingham. Già decorato con entrambe le classi della Croce di Ferro, venne insignito della Croce di Cavaliere dell'Ordine Reale di Hohenzollern con spade. Il 26 novembre affondò al largo di Lisbona la nave da battaglia francese Suffren, e per questa impresa il 9 gennaio 1917 fu decorato dal Kaiser Guglielmo II dell'Ordine Pour le Mérite.
Oltre al sommergibile britannico C34, il cui riuscì a salvare l'unico sopravvissuto, l'U 52, affondò altre tre navi da guerra ausiliarie e 27 navi mercantili. Il 2 ottobre 1917 fu nominato comandante della Unterseebootsflottille-Flanders, che era di stanza a Bruges, nel Belgio occupato. Il 2 aprile 1919 entrò a far parte della divisione navale di Kiel, dove prestò servizio come comandante del 2º Battaglione del 3º Reggimento. L'11 giugno 1919 fu assegnato alla stazione navale del Mar Baltico e trasferito al reggimento di difesa costiera di Kiel il 10 ottobre come comandante di compagnia. Tra il 2 e il 23 marzo 1920 fu per breve tempo comandante di battaglione nel reggimento della guardia costiera a Kiel. Successivamente in congedo, è stato riammesso in servizio nella Reichsmarine il 6 giugno, e nel luglio successivo divenne consigliere presso l'Ispettorato dei siluri e delle mine.
Tra il 20 gennaio e l'11 aprile 1920 fu in servizio presso lo stato maggiore del comandante in capo delle forze navali nel Mar Baltico. Fu comandante dell'ex incrociatore leggero Berlin, che veniva utilizzato come una chiatta. All'inizio del marzo 1921 fu promosso Korvettenkapitän e dall'aprile 1923 alla fine di dicembre 1924 lavorò come capo dipartimento della flotta del comando navale. Fu quindi nominato direttore del reparto attrezzature e siluri presso il cantiere navale di Wilhelmshaven. Il 7 ottobre 1925 fu trasferito a Kiel come Fürsorgeoffizier presso la stazione navale del Mar Baltico e in questa veste fu promosso Fregattenkapitän il 1 aprile 1928. Si ritirò dal servizio attivo il 30 settembre 1929, con il grado di Kapitän zur see.
Dopo il suo congedo lavorò come giornalista e fu capo redattore del giornale Kieler Zeitung. Il 1 ottobre 1936 fu riammesso in servizio attivo come ufficiale alle comunicazioni con il suo grado di capitano di vascello ed anzianità dal 1 aprile 1935. Ricoprì l'incarico di Capogruppo per la Kriegsmarine presso l'Ispettorato per il reclutamento a Coblenza e fu promosso Konteradmiral il 27 agosto 1939, in occasione del cosiddetto "giorno di Tannenberg". Durante la seconda guerra mondiale, il 1 gennaio 1941, fu riammesso nei ruoli attivi e nominato comandante del distretto militare di Essen I. Il 31 agosto 1942 fu nuovamente congedato dal servizio e messo a disposizione della Kriegsmarine il giorno dopo senza essere utilizzato per ulteriori mobilitazioni. Messo definitivamente a riposo il 1 novembre, si spense a Coblenza il 4 gennaio 1950.